# Lista över fornlämningar i Falköpings kommun (Fivlered)
Lista över fornlämningar i Falköpings kommun (Fivlered) är en förteckning av ett urval av de fornlämningar som finns i Fivlered i Falköpings kommun.
| Namn                         | Lämningstyp  | Tillkomsttid | Historisk indelning     | Plats | Läge                 | ID-nr          | Bild                                 |
| ---------------------------- | ------------ | ------------ | ----------------------- | ----- | -------------------- | -------------- | ------------------------------------ |
| Fivlered 1:1                 | Stensättning |              | Fivlered, Västergötland |       | 57.960441, 13.669403 | 10188800010001 | Ladda upp en bild av detta fornminne |
| Fivlered 2:1                 | Röse         |              | Fivlered, Västergötland |       | 57.960678, 13.668195 | 10188800020001 | Ladda upp en bild av detta fornminne |
| Fivlered 3:1                 | Stensättning |              | Fivlered, Västergötland |       | 57.961339, 13.663973 | 10188800030001 | Ladda upp en bild av detta fornminne |
| Fivlered 5:1                 | Stensättning |              | Fivlered, Västergötland |       | 57.957968, 13.653807 | 10188800050001 | Ladda upp en bild av detta fornminne |
| Fivlered 5:2                 | Stensättning |              | Fivlered, Västergötland |       | 57.957871, 13.653746 | 10188800050002 | Ladda upp en bild av detta fornminne |
| Fivlered 6:1                 | Stensättning |              | Fivlered, Västergötland |       | 57.957015, 13.653471 | 10188800060001 | Ladda upp en bild av detta fornminne |
| "Käringasten" (Fivlered 7:1) | Stensättning |              | Fivlered, Västergötland |       | 57.955517, 13.650529 | 10188800070001 | Ladda upp en bild av detta fornminne |
| Fivlered 8:1                 | Stensättning |              | Fivlered, Västergötland |       | 57.954343, 13.647123 | 10188800080001 | Ladda upp en bild av detta fornminne |
| Fivlered 9:1                 | Stensättning |              | Fivlered, Västergötland |       | 57.953865, 13.643668 | 10188800090001 | Ladda upp en bild av detta fornminne |
| Fivlered 9:2                 | Stensättning |              | Fivlered, Västergötland |       | 57.953906, 13.643899 | 10188800090002 | Ladda upp en bild av detta fornminne |
| "Kyrkerör" (Fivlered 11:1)   | Hög          |              | Fivlered, Västergötland |       | 57.954584, 13.639986 | 10188800110001 | Ladda upp en bild av detta fornminne |
| "Kyrkerör" (Fivlered 11:2)   | Röse         |              | Fivlered, Västergötland |       | 57.954922, 13.639714 | 10188800110002 | Ladda upp en bild av detta fornminne |
| "Kyrkerör" (Fivlered 11:3)   | Stensättning |              | Fivlered, Västergötland |       | 57.954856, 13.639355 | 10188800110003 | Ladda upp en bild av detta fornminne |
| Fivlered 12:1                | Stensättning |              | Fivlered, Västergötland |       | 57.951218, 13.630399 | 10188800120001 | Ladda upp en bild av detta fornminne |
| Fivlered 13:1                | Stensättning |              | Fivlered, Västergötland |       | 57.940787, 13.719015 | 10188800130001 | Ladda upp en bild av detta fornminne |
| Fivlered 31:1                | Stensättning |              | Fivlered, Västergötland |       | 57.967774, 13.674647 | 10188800310001 | Ladda upp en bild av detta fornminne |
| Fivlered 32:1                | Stensättning |              | Fivlered, Västergötland |       | 57.966935, 13.671860 | 10188800320001 | Ladda upp en bild av detta fornminne |
| Fivlered 35:1                | Stensättning |              | Fivlered, Västergötland |       | 57.956257, 13.663344 | 10188800350001 | Ladda upp en bild av detta fornminne |
| Fivlered 36:1                | Stensättning |              | Fivlered, Västergötland |       | 57.953717, 13.661243 | 10188800360001 | Ladda upp en bild av detta fornminne |
| Fivlered 48:1                | Stensättning |              | Fivlered, Västergötland |       | 57.955292, 13.670565 | 10188800480001 | Ladda upp en bild av detta fornminne |
| Fivlered 54:1                | Stensättning |              | Fivlered, Västergötland |       | 57.977806, 13.678243 | 10188800540001 | Ladda upp en bild av detta fornminne |